# 地中海鞍鼻魨
地中海鞍鼻魨為輻鰭魚綱魨形目四齒魨亞目四齒魨科的其中一種，東大西洋區，從地中海東南部、直布羅陀海峽至安哥拉海域，棲息深度10-100公尺，體長可達80公分，棲息在沿岸淺水域，如潟湖、海灣，以甲殼類、海膽及軟體動物為食，生活習性不明，可作為食用魚及遊釣魚。